# Shūkan Shinchō
Shūkan Shinchō (jap. 週刊新潮, ang. Weekly Shincho) – japoński tygodnik (shūkanshi) z siedzibą w Tokio, wydawany przez Shinchōsha, opublikowany po raz pierwszy w lutym 1956 roku. Jest uważany za jeden z najbardziej wpływowych tygodników w kraju i jest pierwszym japońskim tygodnikiem, który został wydany przez wydawcę bez dużej firmy prasowej.
Shūkan Shinchō to tygodnik o tematyce ogólnej, ale skierowany przede wszystkim do mężczyzn. Gazeta zajmuje nacjonalistyczne i konserwatywne stanowisko polityczne. Głównym rywalem Shūkan Shinchō jest tygodnik Shūkan Bunshun.

## Historia
Podczas gdy tygodniki stowarzyszone z firmą prasową, takie jak Shūkan Asahi, przeżywały boom w latach 50., wiceprezes Ryoichi Sato z resztą zaplanowali w 1954 roku tygodnik z Ryoichim jako redaktorem naczelnym i wydawcą oraz Juichi Saito jako redaktorem, który został uruchomiony w 1956 roku. Stał się on pionierem wśród tygodników powiązanych z wydawcami czasopism.
Shūkan Shinchō został po raz pierwszy opublikowany 19 lutego 1956 roku. Okładka pierwszego numeru została zilustrowana przez japońskiego artystę Rokuro Taniuchi.

## Krytyka
Gazeta opublikowała artykuł zawierający bezpodstawne oskarżenie popełnienia morderstwa przez członka Sōka Gakkai i została uznana przez tokijski sąd za winną zniesławienia. Tygodnik został skrytykowany w 2001 roku za sensacyjny artykuł o paleolitycznej osadzie w Japonii. Został również oskarżony o publikowanie nazwisk i zdjęć nieletnich oskarżonych o przestępstwa kryminalne, jeszcze przed rozpoczęciem ich procesów.

## Cechy
Linia przyjęta przez Juichi Saito, który kierował gazetą do 1997 roku, jest politycznie konserwatywna i prawicowa, a obecnie jest to tygodnik o najbardziej prawicowym stanowisku w Japonii. Mimo że opisuje on również skandale z udziałem Partii Liberalno-Demokratycznej i Yomiuri Shimbun, jego głównymi czytelnikami są lewicowe i liberalne partie, prawodawcy i media.